# Список померлих 2015 року
Це список значимих людей, що померли 2015 року, упорядкований за датою смерті. Під кожною датою перелік в алфавітному порядку за прізвищем або псевдонімом.
Смерті значимих тварин та інших біологічних форм життя також зазначаються тут.
Типовий запис містить інформацію в такій послідовності:
- Ім'я, вік, країна громадянства і рід занять (причина значимості), встановлена причина смерті і посилання.

Інструменти пошуку в новинах: google [Архівовано 31 грудня 2021 у Wayback Machine.], meta [Архівовано 11 вересня 2015 у Wayback Machine.], yandex.

## Грудень

### 31 грудня
- Наталі Коул, 65, американська співачка, донька джазмена Нета Кінга Коула. [Архівовано 2 січня 2016 у Wayback Machine.]

### 30 грудня
- Говард Девіс, 59, американський боксер, олімпійський чемпіон (1976), чемпіон світу з боксу (1974).

### 29 грудня
- Павел Срнічек, 47, чеський футболіст, воротар.

### 28 грудня
- Леммі Кілмістер (Ян Фрейзер Кілмістер), 70, британський музикант, найбільш відомий як засновник, бас-гітарист та вокаліст, основний автор пісень рок-гурту Motörhead.
- Ян Мердок, 42, американський розробник програмного забезпечення, відомий як засновник проекту Debian і комерційного проекту Progeny Linux Systems.

### 26 грудня
- Головко Віль Васильович, 83, радянський та російський артист цирку, народний артист СРСР (1990).

### 25 грудня
- Колесников Владислав Павлович, 18, російський опозиціонер, противник російської агресії проти України, блогер; самогубство.

### 23 грудня
- Альфред Гілман, 74, американський вчений, професор фармакології Південно-Західного медичного центру (Техаського університету, Даллас), лауреат Нобелівської премії з фізіології та медицини (1994).
- Дон Гоу, 80, англійський футболіст, захисник; по завершенні ігрової кар'єри — футбольний тренер.
- Бюлент Улусу, 92, турецький військовий і політик, прем'єр-міністр у 1980-83 рр.

### 19 грудня
- Курт Мазур, 88, німецький диригент.

### 18 грудня
- Леон Мебіам, 81, габонський політичний і державний діяч, третій віце-президент Габону (1968—1975), другий прем'єр-міністр Габону (16 квітня 1975 — 3 травня 1990).

- Слободан Чашуле, 70, македонський державний діяч, дипломат, журналіст.

### 16 грудня
- Гловяк Олександр Іванович, 53, російський актор («Покровські ворота», «Комічний коханець, або Любовні витівки сера Джона Фальстафа», «Гардемарини»); вбивство. [Архівовано 20 грудня 2015 у Wayback Machine.]

### 14 грудня
- Вербець Альберт Васильович, 72, заслужений артист України (1999), член Національної Спілки письменників України, Спілки письменників Росії, актор театру та кіно.
- Тищенко Вадим Миколайович, 52, український футбольний тренер, в минулому — радянський футболіст, півзахисник.

### 13 грудня
- Бенедикт Андерсон, 79, американський політолог і синолог, професор міжнародних відносин, уряду та вивчення Азії Корнуельського університету.

### 12 грудня
- Дрьомов Павло Леонідович, 39, український сепаратист, отаман підрозділу Донських козаків, «комендант» Стаханова під час війни на сході України; загинув у результаті підриву автомобіля.

### 10 грудня
- Арнольд Перальта, 26, гондураський футболіст, півзахисник шотландського клубу «Рейнджерс» та національної збірної Гондурасу.

### 9 грудня
- Саратов Валерій Володимирович, 62, український державний діяч, політик, голова Севастопольської міської державної адміністрації (2010—2011).

### 8 грудня
- Алан Годжкінсон, 79, англійський футболіст, воротар.

### 5 грудня
- Димитр Попов, 88, болгарський державний і політичний діяч, перший прем'єр-міністр країни після ліквідації режиму БКП (1990—1991).

### 4 грудня
- Володимир Грабовецький, 87, український вчений. [Архівовано 7 грудня 2015 у Wayback Machine.]
- Роберт Лоджа, 85, американський актор.
- Макаров Анатолій Миколайович, 76, український письменник, культуролог, літературний критик, дослідник київської старовини.

### 2 грудня
- Кузьма-Балицький Петро Миколайович, 92, данський провідник ОУН, Кавалер Ордена за Заслуги ІІІ ступеня. [Архівовано 5 січня 2016 у Wayback Machine.]
- Сенді Бергер, 70, радник президента США з національної безпеки у період другого президентства Білла Клінтона (1997—2001).

## Листопад

### 30 листопада
- Фатіма (Фатема) Мернісі, 74—75, марокканська письменниця-феміністка і соціолог.

### 29 листопада
- Рязанов Ельдар Олександрович, 88, радянський і російський кіно- і телережисер, поет, Народний артист СРСР (1984); гостра серцева недостатність.

### 28 листопада
- Джеррі Берн, 77, англійський футболіст, захисник.

### 24 листопада
- Олег Сенчик, 73, український письменник, лауреат літературно-мистецької премії ім. Сидора Воробкевича.

### 23 листопада
- Дуглас Норт, 95, американський економіст, лауреат Нобелівської премії з економіки 1993 р.
- Окунь Лев Борисович, 86, російський вчений, дійсний член РАН (з 1990), доктор фізико-математичних наук.

### 22 листопада
- Кім Йон Сам, 87, президент Республіки Корея (1993—1998).

### 16 листопада
- Сурин Олександр Володимирович, 75, радянський і російський актор, кінорежисер.

### 15 листопада
- Айше Діттанова, 97, кримськотатарська акторка, Заслужений артист України (1993).
- Ніколетта Макіавеллі, 71, італійська актриса.
- Мойра Орфей, 83, італійська акторка.

### 11 листопада
- Філ Тейлор, 61, британський барабанщик, перший барабанщик Motörhead. [Архівовано 26 листопада 2015 у Wayback Machine.]
- Щербицька Аріадна Гаврилівна, 91, дружина колишнього керівника УРСР, Першого секретаря Комуністичної партії України (25 травня 1972 — 28 вересня 1989) Володимира Щербицького.
- Юнгвальд-Хількевич Георгій Емілійович, 81, український і російський кінорежисер, сценарист, художник, заслужений діяч мистецтв України (1995).

### 10 листопада
- Андре Глюксман, 78, французький філософ, політолог, письменник.
- Демидко Володимир Миколайович, 63, український політик, народний депутат України V, VI і VII скликань.
- Роберт Крафт, 92, американський диригент, музичний критик.
- Клаус Фрідріх Рот, 90, англійський математик, нагороджений премією Філдса (1958).
- Аллен Туссен, 77, американський музикант, володар статуетки «Греммі». [Архівовано 11 листопада 2015 у Wayback Machine.]
- Гельмут Шмідт, 96, німецький політичний і державний діяч, канцлер Німеччини у 1974–1982.

### 9 листопада
- Ернст Фукс, 85, австрійський художник, представник Віденської школи фантастичного реалізму.

### 8 листопада
- Ешпай Андрій Якович, 90, радянський російський композитор, Народний артист СРСР.

### 6 листопада
- Іцхак Навон, 94, ізраїльський державаний діяч, п'ятий президент Ізраїлю (1978—1983).

### 5 листопада
- Чеслав Кіщак, 90, генерал, комуністичний діяч Польської Народної Республіки, міністр внутрішніх справ (31 липня 1981—6 липня 1990). [Архівовано 7 листопада 2015 у Wayback Machine.]
- Лесін Михайло Юрійович, 57, російський медіаменеджер, колишній міністр друку (1999—2004), екс-голова правління холдингу «Газпром-медіа».[1][2]

### 4 листопада
- Євграфов Павло Борисович, 71, український правник, Заступник Голови (1999—2002) Конституційного Суду України, Заслужений юрист України.
- Жирар Рене, 91, французький філософ. [Архівовано 5 листопада 2015 у Wayback Machine.]
- Мамчур Михайло В'ячеславович, 58, артист Кубанського козачого хору, Заслужений артист України (1997). [Архівовано 12 березня 2016 у Wayback Machine.]
- Мелісса Меттісон, 65, американський сценарист і продюсер («Іншопланетянин»), екс-дружина актора Харрісона Форда. [Архівовано 6 листопада 2015 у Wayback Machine.]

### 1 листопада
- Книшов Геннадій Васильович, 81, доктор медичних наук (1975), академік АМНУ (1994), академік НАН України (2006).
- Фред Томпсон,73, американський політик, актор і юрист; представник Республіканської партії і член Сенату від штату Теннессі (1994—2003).
- Ґюнтер Шабовський, 86, речник уряду Східної Німеччини, «руйнівник» Берлінської стіни. [Архівовано 4 березня 2016 у Wayback Machine.]

## Жовтень

### 31 жовтня
- Фролов Іван Павлович, 90, учасник Другої світової війни, повний кавалер ордена Слави. [Архівовано 4 березня 2016 у Wayback Machine.]

### 30 жовтня
- Сінан Шаміль Сам, 41, турецький професійний боксер азербайджанського походження, чемпіон з боксу у надважкій ваговій категорії (Х'юстон, 1999); чемпіон Європи з боксу у важкій ваговій категорії (2002—2004, 2008).

### 29 жовтня
- Кимитваль Антоніна Олександрівна, 77, чукотська поетеса, драматург, перекладач і фольклорист.

### 25 жовтня
- Мамлєєв Юрій Віталійович, 83, російський прозаїк, поет, драматург, філософ, засновник літературного напрямку «метафізичного реалізму».
- Філліп Сондерс, 60, американський головний тренер баскетбольної команди «Вашингтон Візардс»; лімфогранулематоз.

### 24 жовтня
- Морін О'Хара, 95, ірландська і американська актриса і співачка, відома ролями у вестернах. [Архівовано 26 жовтня 2015 у Wayback Machine.] [Архівовано 27 жовтня 2015 у Wayback Machine.]
- Хемлін Маргарита Михайлівна, 55, російська письменниця, уродженка Чернігова.

### 23 жовтня
- Лубківський Роман Мар'янович, 74, український поет та громадський діяч.
- Паріде Тумбурус, 76, італійський футболіст, захисник, півзахисник; по завершенні ігрової кар'єри — футбольний тренер.

### 21 жовтня
- Франце Бучар, 92, спікер Національної Асамблеї Словенії (17 травня 1990—23 грудня 1992).

### 18 жовтня
- Гамаль аль-Гітані, 70, єгипетський прозаїк та журналіст, автор історичних романів, культурних і політичних розвідок, сатиричних памфлетів.
- Замишляк Григорій Михайлович, 59, морський піхотинець СФ, старший прапорщик ЗС РФ, Герой Росії (1995).

### 17 жовтня
- Говард Кендалл, 69, англійський футболіст, що грав на позиції півзахисника; по завершенні ігрової кар'єри — футбольний тренер.

### 14 жовтня
- Матьє Кереку, 82, бенінський військовий та політичний діяч, двічі займав пост президента країни (жовтень 1972—квітень 1991, квітень 1996—квітень 2006).
- Рябов Гелій Трохимович, 83, російський сценарист, лауреат Державної премії СРСР (1978).

### 13 жовтня
- Герелес Олександр Васильович, 59, радянський та український актор.

### 12 жовтня
- Геннадій Рігер, 67, ізраїльський політик, який був членом Кнесету від партії Ісраель ба-Алія між 1999 і 2003.

### 11 жовтня
- Пінігін Володимир Кирилович, 74, український художник-графік.
- Таліновський Борис Хунович, 62, український спортивний журналіст. [Архівовано 4 березня 2016 у Wayback Machine.] [Архівовано 4 березня 2016 у Wayback Machine.]

### 10 жовтня
- Річард Гек, 84, американський хімік, відомий відкриттям реакції Гека; лауреат Нобелівської премії з хімії за 2010 рік.
- Манорама (Гопісанта), 78, індійська тамільська актриса, яка знялася у понад 1500 фільмах, а також взяла участь у понад 1000 вистав; увійшла до Книги рекордів Гіннесса за рекордну кількість зіграних ролей. [Архівовано 6 березня 2016 у Wayback Machine.]

### 9 жовтня
- Джеффрі Гау, 88, британський державний діяч, член Консервативної партії.

### 6 жовтня
- Гьонц Арпад, 93, угорський літератор, державний і політичний діяч, Президент Угорщини (1990—2000).

### 5 жовтня
- Геннінґ Манкелль, 67, шведський прозаїк, драматург, режисер і видавець, автор детективних романів про комісара Курта Валландера.

### 2 жовтня
- Круликовський Сергій Миколайович, 69, радянський футболіст, захисник, триразовий чемпіон СРСР у складі «Динамо» Київ (1966, 1967, 1968).
- Брайан Фріл, 86, ірландський письменник, драматург.

## Вересень

### 29 вересня
- Васякін Олександр Васильович, 89, заслужений скульптор України.

### 28 вересня
- Ігнасіо Соко, 76, іспанський футболіст, що грав на позиції захисника.

### 27 вересня
- Джон Гіллермін, 89, американський режисер («Пекло, що здіймається», «Кінг-Конг»). [Архівовано 3 жовтня 2015 у Wayback Machine.]

### 26 вересня
- Ларсон (Сергій Ларкін), 37, український діяч шоу-бізнесу і співак. [Архівовано 28 вересня 2015 у Wayback Machine.]
- Іларіон (Савчук), 46, керуючий Черкаською і Кіровоградською єпархією УАПЦ.

### 25 вересня
- Джим Мідоукрофт, 68, англійський професіональний гравець в снукер, колишній голова WPBSA, спортивний коментатор і тренер.

### 21 вересня
- Ільїн Василь Петрович, 66, радянський спортсмен, гравець Збірної СРСР з гандболу, олімпійський чемпіон (1976).

### 20 вересня
- Бугай Валерій Михайлович, 66, президент клубу «Металіст» (1996—2001), директор НСК «Олімпійський» в Києві. [Архівовано 1 жовтня 2015 у Wayback Machine.]

### 19 вересня
- Джекі Коллінз, 77, британська письменниця-романістка.
- Тодд Юен, 49, канадський хокеїст, правий нападник, володар Кубка Стенлі (1993).
- Марцін Врона, 42, польський кінорежисер; самогубство. [Архівовано 1 жовтня 2015 у Wayback Machine.]

### 17 вересня
- Деттмар Крамер, 90, німецький футбольний тренер. [Архівовано 25 вересня 2015 у Wayback Machine.]  [Архівовано 25 вересня 2015 у Wayback Machine.]

### 16 вересня
- Гі Беар, 85, французький шансоньє, композитор і поет. [Архівовано 18 вересня 2015 у Wayback Machine.]

### 15 вересня
- Волонтір Міхай Єрмолайович, 81, радянський і молдовський актор театру і кіно, Народний артист Молдавської РСР, Народний артист СРСР (1984).

### 14 вересня
- Афанасьєв Юрій Миколайович, 81, російський історик, ректор Російського державного гуманітарного університету (1991—2003).

### 12 вересня
- Сорочук Віктор Ярославович, 68, український музикант, хоровий диригент.
- Рон Спрінгетт, 80, англійський футболіст, воротар.

### 6 вересня
- Потурай Олег Гнатович, 61, український письменник і журналіст, помер від серцевого нападу.[3]

### 5 вересня
- Шишков Михайло Федорович, 93, генерал-майор, морський льотчик, заслужений військовий льотчик СРСР, Герой Радянського Союзу.

### 2 вересня
- Ухнальов Євген Ілліч, 83, Народний художник Росії (1997), автор державного герба РФ. [Архівовано 4 вересня 2015 у Wayback Machine.]

### 1 вересня
- Дін Джонс, 84, американський актор. [Архівовано 19 вересня 2015 у Wayback Machine.]

## Серпень

### 30 серпня
- Вес Крейвен, 76, американський кінорежисер, продюсер, сценарист, відомий у жанрі жахів культовими фільмами «Кошмар на вулиці В'язів» та «Крик».
- Олівер Сакс, 82, британський невролог, професор неврології в Нью-Йоркському Університеті Медицини.
- Свєтін Михайло Семенович, 84, російський актор, Народний артист Росії (1996).

### 24 серпня
- Джастін Вілсон, 37, британський гонщик серії Індікар; загинув в результаті аварії. [Архівовано 9 жовтня 2015 у Wayback Machine.]

### 23 серпня
- Гі Ліж'є, 85, французький регбіст і автогонщик, засновник і керівник команди «Ліж'є», що виступала в чемпіонаті «Формули-1».

### 22 серпня
- Лу Ціоропулос, 84, американський баскетболіст.

### 21 серпня
- Дарахвелидзе Юрій Олександрович, 78, радянський та російський спортивний коментатор.[недоступне посилання з липня 2019]

### 20 серпня
- Войновський Андрій Сергійович, 56, радянський актор і письменник.
- Дуров Лев Костянтинович, 83, російський актор, режисер, Народний артист СРСР (1990).

### 19 серпня
- Антоніо Ларрета, 92, уругвайський письменник, актор. [Архівовано 23 серпня 2015 у Wayback Machine.]

### 18 серпня
- Халід Асаад, 83, сирійський археолог, очільник античного комплексу Пальміри; обезголовлений терористами Ісламської Держави[4].

### 17 серпня
- Чмихалов Олександр Валентинович, 28, український актор театру і озвучення.

### 16 серпня
- Воропаєв Сергій, 40, український журналіст (інформагентство «Українські Новини», телеканал «Перший Національний», інформагентство УНІАН, у якому очолив брюссельський корпункт).[5].

### 15 серпня
- Макс Грегер, 89, німецький саксофоніст і керівник джаз-оркестру.

### 12 серпня
- Єремеєв Ігор Миронович, 47, народний депутат України IV, VII та VIII скликань; черепно-мозкова травма[6][7].
- Скрипниченко Георгій Сергійович, 74, білоруський художник.

### 11 серпня
- Гаральд Нільсен, 73, данський футболіст, нападник.
- Абу Усман Гімринський (Сулейманов Магомед Алійович), 39, 3-й амір самопроголошеної держави Імарат Кавказ, наступник Алі Абу Мухаммеда.

### 10 серпня
- Баришев Борис Павлович, 77, тренер радянської та російської збірних команд з ковзанярського спорту. [Архівовано 5 березня 2016 у Wayback Machine.] [Архівовано 5 березня 2016 у Wayback Machine.]
- Боярчук Олександр Олексійович, 84, радянський і російський астроном, член-кореспондент АН СРСР (1976), академік РАН (1987).
- Герц Михайло Михайлович, 63, український композитор, член літературного об'єднання «Рідне слово» (м. Мукачеве).[8]

### 9 серпня
- Джон Генрі Голланд, 86, американський науковець та професор психології, професор з електротехніки та інформатики у Мічиганському університеті.

### 8 серпня
- Sean Price, 43, американський репер з Брукліна, член хіп-хоп супергрупи Boot Camp Clik, учасник групи Heltah Skeltah.

### 7 серпня
- Мануель Контрерас, 86, керівник таємної поліції Чилі (1973—1977). [Архівовано 18 серпня 2015 у Wayback Machine.]

### 3 серпня
- Роберт Конквест, 98, британський дипломат, історик, літератор, письменник-фантаст, поет, один із найвідоміших авторів публікацій з історії Радянського Союзу, зокрема періоду сталінських репресій та Голодомору в Україні 1932—1933.

### 2 серпня
- Молчанова Наталія Вадимівна, 53, 23-разова чемпіонка світу з фридайвінгу, президент федерації фридайвінгу Росії; загинула, пірнаючи на іспанському узбережжі. [Архівовано 23 серпня 2015 у Wayback Machine.]

### 1 серпня
- Осовський Петро Павлович, 90, російський радянський художник-реаліст.

## Липень
- Див. Померли у липні 2015

## Червень
- Див. Померли у червні 2015

## Травень
- Див. Померли у травні 2015

## Квітень
- Див. Померли у квітні 2015

## Березень
- Див. Померли у березні 2015

## Лютий
- Див. Померли у лютому 2015

## Січень
- Див. Померли у січні 2015